# Gösta Ekman (født 1939)
Gösta Ekman (født 28. juli 1939 i Stockholm, død 1. april 2017) var en svensk skuespiller, instruktør og manuskriptforfatter.
Han er søn af skuespilleren, filminstruktøren og manuskriptforfatteren Hasse Ekman og barnebarn af skuespilleren Gösta Ekman.
I 2011 er han måske en mere kendt skuespiller end sin farfar blandt den unge generation. Han har medvirket i en lang række svenske film- og teaterforestillinger og blev kendt allerede i 1960'erne via det svenske fjernsyn.
Ekman spillede Charles-Ingvar "Sickan" Jönsson i filmene om Jönssonligan, der er en svensk bearbejdelse af Olsen-banden-filmene. Han arbejdede meget med Tage Danielsson og Hans Alfredson, der udgjorde komikerduoen Hasseåtage.

## Filmografi
Gösta Ekman har medvirket som skuespiller i følgende film – andre relationer nævnt i parentes. Filmens danske titel er brugt, når den kendes.
- Swing it, fröken! (1956)
- Chans (1962)
- Niels Holgersens vidunderlige rejse (1962)
- Er svenskerne sådan? (1964)
- Äkteskapsbrottaren (1964)
- Hul i broho'det (1965)
- Festivitetssalongen (1965)
- Yngsjömordet (1966)
- I ho'det på en gammel dreng (1968)
- Jeg elsker, du elsker (1968)
- Lådan (1968, også instruktør)
- Duet for kannibaler (1969)
- Som dag og nat (1969)
- Æblekrigen (1971)
- Manden der holdt op med at ryge (1972)
- Dunderklumpen (1974, stemme)
- Ægget er skørt (1975)
- Slip fangerne løs - det er forår! (1975)
- Ansigt til ansigt (1976)
- En vandring i solen (1978)
- Picassos eventyr (1978)
- En kärleksommar (1979)
- Lucie (1979)
- Manden der blev millionær (1980)
- Varning för Jönssonligan (1981)
- Skrald (1981)
- Græsenkemænd (1982)
- Den enfoldige morder (1982)
- Jönssonligan & DynamitHarry (1982)
- Kalabaliken i Bender (1983)
- Jönssonligan får guldfeber (1984)
- Slagskämpen (1984)
- Dødgo'e venner (1985)
- Ærter og knurhår (1986, også instruktør og manuskriptforfatter)
- Jönssonligan dyker upp igen (1986, også manuskriptforfatter)
- Arilds tid (1988)
- Kronvidnet (1989)
- Jönssonligan på Mallorca (1989, også manuskriptforfatter)
- Den hemliga vännen (1990)
- Hemmeligheden under jorden (1991)
- Manden på balkonen (1993)
- Brandbilen som forsvandt (1993)
- Stockholm Marathon (1994)
- En på miljonen (1995)
- Nu er pappa trött igen! (1996)
- Det bli'r aldrig som man har tænkt (2000)
- Puder (2001)
- Skenbart – en film om tåg (2003)
- Asta Nilssons sällskap (2005, også medinstruktør)